# Мунтень (Вилча)
Мунтень, Мунтені (рум. Munteni) — село у повіті Вилча в Румунії. Входить до складу комуни Міхеєшть.
Село розташоване на відстані 156 км на північний захід від Бухареста, 15 км на південний захід від Римніку-Вилчі, 82 км на північний схід від Крайови, 128 км на південний захід від Брашова.

## Населення
За даними перепису населення 2002 року у селі проживали 253 особи, з них 252 особи (99,6%) румунів. Рідною мовою 252 особи (99,6%) назвали румунську.